# 張邦翰
張邦翰（1885年—1958年10月）字西林，云南镇雄人。中华民国政治人物、工程师。

## 生平
1905年，張邦翰入云南省城昆明的云南高等学堂，肄业后选送越南南巴维学堂。1906年4月，在河内加入中国同盟会，追随孙文，在南洋群岛、香港、澳门间奔走。他曾先后出任新加坡《中兴报》、香港《中国报》主笔，同保皇派的报刊进行论战。他还参加了1907年镇南关起义、1908年河口起义，失败后与胡汉民在越南河内收容革命党人。
1909年，張邦翰赴法国巴黎留学，后又赴比利时首都布鲁塞尔留学，学习应用科学。1911年冬，奉孙文之命回云南，被云南军政府都督蔡锷任命为云南军政府外交司司长。就任数月之后，再次赴欧洲继续学业，在比利时获得电化工程师证书。1920年返回云南，历任耀龙电灯厂工程师、无线电报局局长、航空学校教官、云南大学理工教授。
在云南任职期间，張邦翰支持唐继尧、董泽创办东陆大学（后来改名为云南大学）。1922年7月8日，張邦翰获聘为东陆大学筹备员，参与该大学的筹划及建筑。1922年7月14日，被荐为《大学大纲》起草委员会委员。1922年8月，云南省署正式批准贡院为东陆大学校址，东陆大学筹备处随即开展校舍兴建，成立建筑事务所，任命杨克荣为总理，萧扬勋为协理，杨维俊为工程事务。建筑事务所将该大学的主楼“会泽院”的设计工作交与张邦翰负责。该大学建成后，張邦翰获聘为教授。
1927年，蒋介石的南京国民政府成立后，張邦翰率先往见蒋介石，随即奉命回云南整顿党务，进行清党。1928年1月，出任云南省政府委员兼外交部特派交涉员，后来先后兼任云南省建设厅厅长、云南省民政厅厅长。抗日战争时期，又兼任国民政府军事委员会运输统制局昆明办事处长、云南省驿运处长。抗日战争胜利后，任立法院立法委员。在中国国民党内，历任中国国民党云南省党部执行委员、监察委员、代理主任委员，第六届中央监察委员。1947年，自立法院解职回云南。1949年，自香港赴欧洲，后赴美国的长子处。1958年10月，在美国三藩市病逝。